# Angelo Simonetti

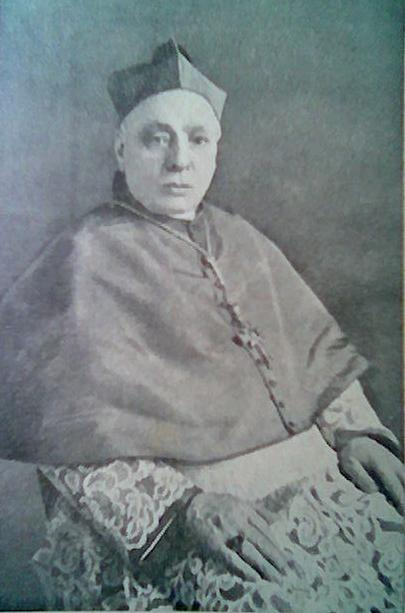
Bischof Angelo Simonetti

Angelo Simonetti (* 23. Januar 1861 in Cornacchiaia (Ortsteil von Firenzuola), Italien; † 14. August 1950 in Pescia, Provinz Pistoia, Italien) war Bischof von Pescia.

## Leben

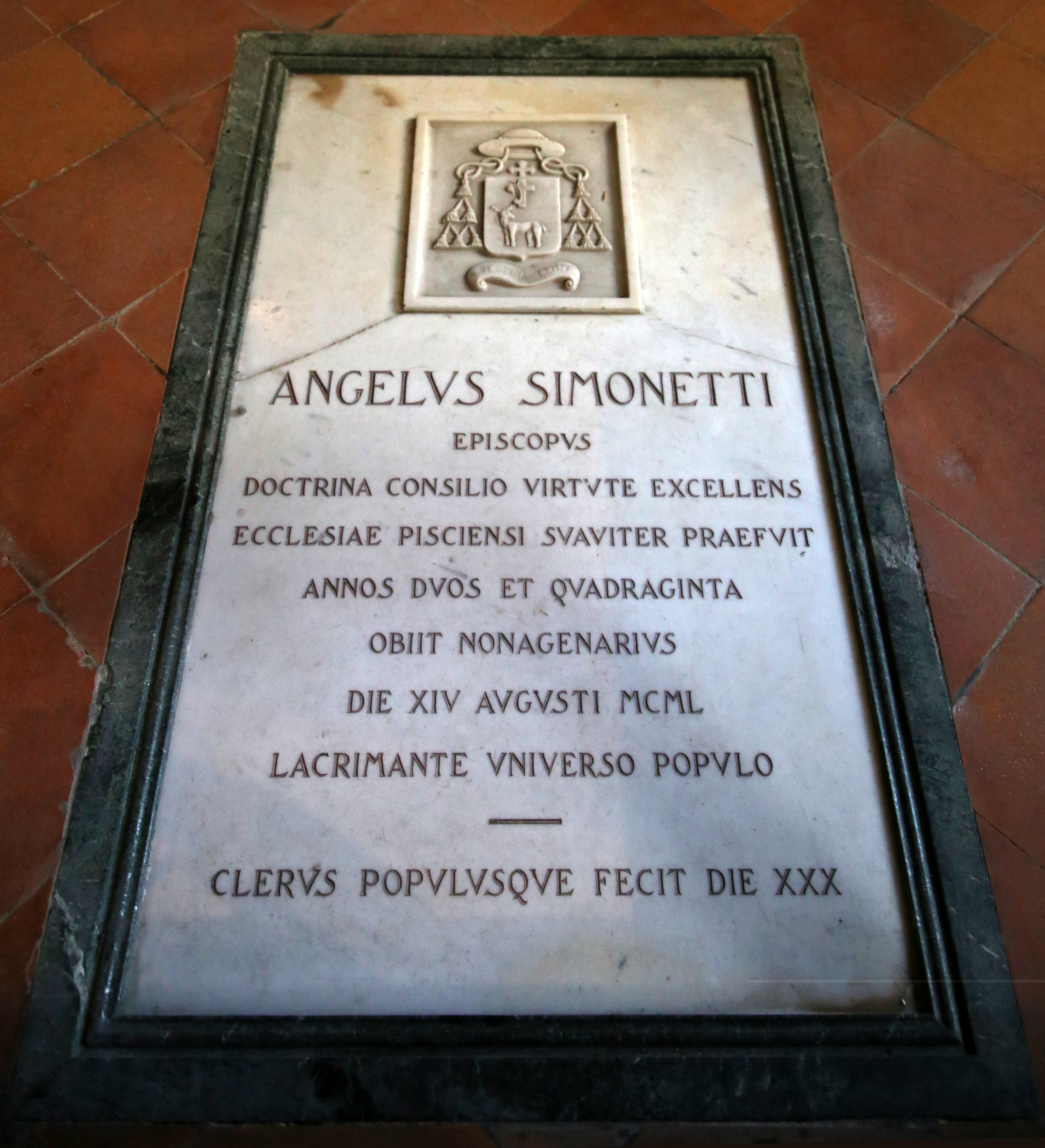
Grab des Bischofs im Dom von Pescia (von 1950) mit seinem Bischofswappen

Angelo Simonetti trat 1871 in das Priesterseminar von Firenzuola ein und empfing am 21. März 1885 die Priesterweihe. In Firenzuola war er später zudem stellvertretender Bürgermeister und wurde Regens des Priesterseminars, an dem er studiert hatte.
Papst Pius X. ernannte ihn am 16. Dezember 1907 zum Bischof von Pescia. Die Bischofsweihe empfing er am 9. Januar 1908 von Alfonso Mistrangelo, Erzbischof von Florenz und später Kardinal. Mitkonsekratoren waren sein Vorgänger Donato Velluti Zati di San Clemente, emeritierter Bischof von Pescia, und Francesco Maria Berti, Bischof von Amelia. Bischof Simonetti war sehr um die kulturelle Bildung der Priester bemüht und leitete schon in den ersten Jahren seiner Amtszeit entsprechende Schritte ein. Auch politisch war er weiterhin aktiv und korrespondierte unter anderem mit dem früheren italienischen Bildungsminister Ferdinando Martini, der mittlerweile Gouverneur von Eritrea war. 
Den Faschismus Benito Mussolinis lehnte er ab, war aber später um Dialog mit dessen Anhängern bemüht. Die italienischen Rassegesetze von 1938 lehnte er ebenfalls ab. Während des Zweiten Weltkriegs war er um das Wohl der Bevölkerung bemüht und organisierte nach Bombenattentaten wohltätige Arbeiten. 
Nach dem Krieg setzte der inzwischen über 80-jährige Simonetti sein bürgerliches Engagement fort. Er lehnte den Kommunismus nicht grundsätzlich ab, unterstützte allerdings klar die Democrazia Cristiana, deren Mitglieder auch in der katholischen Aktion stark vertreten waren. Er lehnte 1949 Italiens Eintritt in die NATO ab und protestierte 1950 auch gegen eine atomare Aufrüstung des Landes. Im selben Jahr starb er 89-jährig und wurde in der Kathedrale von Pescia beigesetzt.